# Lise Meitner
Lise Meitner, avstrijsko-švedska fizičarka, * 17. november 1878, Dunaj, Avstro-Ogrska (sedaj Avstrija), † 27. oktober 1968, Cambridge, Anglija.

## Življenje in delo
Meitnerjeva je največ delovala na področju radioaktivnosti in jedrske fizike. Sodelovala je s skupino raziskovalcev, ki je odkrila jedrsko cepitev, in za to odkritje je njen sodelavec Otto Hahn leta 1944 prejel Nobelovo nagrado za kemijo.
Doktorirala je kot druga ženska na Univerzi na Dunaju leta 1906 pod Exnerjevim in Boltzmannovim mentorstvom. Leta 1918 je skupaj s Hahnom odkrila kemični element protaktinij (Pa).

## Priznanja

### Nagrade
- Liebnova nagrada (1925)
- Medalja Maxa Plancka (1949)
- Nagrada Enrica Fermija skupaj z Ottom Hahnom in Fritzom Strassmannom (1966)

### Poimenovanja
Njej v čast je leta 1997 zveza IUPAC poimenovala kemični element majtnerij (Mt).
Po njej se imenujeta kraterja Meitner na oddaljeni strani Lune in Meitner na Veneri, ter asteroid glavnega pasu 6999 Meitner.